# تصميم واجهة
تصميم واجهة تتعامل مع عملية تطوير طريقة الاتصال بين وحدتين (أو أكثر) في النظام. هذه الوحدات يمكن أن تنطبق على البرمجيات، والأجهزة أو الواجهة بين المستخدم والآلة. . من الامثله على واجهة المستخدم: واجهة المستخدم الرسومية(GUI)، لوحة التحكم لمحطة للطاقة النووية،  أو حتى قمرة القيادة للطائرة.
في هندسة النظم، يتم سرد كافة مدخلات ومخرجات النظام، والنظام الفرعي، ومكوناته في وثيقة واجهة التحكم وهي في كثير من الأحيان جزء من متطلبات المشروع الهندسية.
تطوير واجهة المستخدم هو حقل فريد. ويمكن الاطلاع على مزيد من المعلومات حول هذا الموضوع هنا: تصميم واجهة المستخدم.

## مواضيع ذات صلة
تصميم واجهة المستخدم